# Pieter Holsteyn II
Pieter Holsteyn (Haarlem, 1614 – Haarlem, 1673) foi um pintor da Era Dourada holandesa. Filho de Pieter Holsteyn I, ele pintou flores e uma grande variedade de pequenos insetos.